# Campeonato de España de Atletismo 2011
El XCI Campeonato de España de Atletismo se disputó los días 6 y 7 de agosto de 2011, en las instalaciones deportivas del Estadio Ciudad de Málaga, Málaga.
Organizado por la Real Federación Española de Atletismo, la Federación Andaluza de Atletismo y el Ayuntamiento de Málaga participaron 636 atletas, 339 hombres y 297 mujeres, y durante el evento también se disputó el 39.º Campeonato de España de Clubes de relevos 4 x 100.

## Resultados

### Masculino
| Evento                  | Oro                                                  | Plata                                            | Bronce                                            |
| ----------------------- | ---------------------------------------------------- | ------------------------------------------------ | ------------------------------------------------- |
| 100 metros lisos        | Ángel David Rodríguez Fútbol Club Barcelona 10,40    | Eduard Viles C.A.Igualada 10,49                  | Orkatz Beitia Playas de Castellón 10,60           |
| 200 metros lisos        | Ángel David Rodríguez Fútbol Club Barcelona 20.34v   | Iván Jesús Ramos CAP Alcobendas 20.60v           | Edgar Pérez AA Catalunya 20.79v                   |
| 400 metros lisos        | Roberto Briones La Rioja Atletismo 47.07             | Mark Ujakpor AD Marathon 47.12                   | Marc Orozco Fútbol Club Barcelona 47.13           |
| 800 metros lisos        | Kevin López Playas de Castellón 1:47.87              | Luis Alberto Marco CD Nike Running 1:48.28       | Antonio Manuel Reina CD Nike Running 1:49.18      |
| 1.500 metros lisos      | Manuel Olmedo Fútbol Club Barcelona 3:53.86          | Diego Ruiz Atletismo Diego Ruiz 3:54.65          | Francisco Javier Abad Playas de Castellón 3:54.66 |
| 5.000 metros lisos      | Jesús España Amigos Valdemoro 14:06.37               | Sergio Sánchez Fútbol Club Barcelona 14:06.65    | Francisco Javier Alves AJH-Camargo 14:09.92       |
| 110 metros vallas       | Jackson Quiñónez Fútbol Club Barcelona 13.70         | Francisco Javier López Playas de Castellón 13.97 | Juan R. Barragán Unicaja Atletismo 14.12          |
| 400 metros vallas       | Diego Cabello Playas de Castellón 50.91              | Ignacio Sarmiento Ourense-Postal 50.99           | Javier Sagredo AD Capiscol 51.46                  |
| 3.000 metros obstáculos | Tomás Tajadura UBU-Caja Burgos 8:28.70               | Víctor García Playas de Castellón 8:29.33        | Ángel Mullera CA Lloret-La Selva 8:30.30          |
| Salto de altura         | Miguel Ángel Sancho Playas de Castellón 2.26         | Javier Bermejo Fútbol Club Barcelona 2.22        | Simón Siverio Tenerife C.Canarias 2.16            |
| Salto con pértiga       | Igor Bychkov Playas de Castellón 5.35                | Manel Concepción Playas de Castellón 5.25        | Albert Vélez Fútbol Club Barcelona 5.25           |
| Salto de longitud       | Jean Marie Okutu SG.Pontevedra 7.84                  | Luis Felipe Méliz Playas de Castellón 7.80       | Eusebio Cáceres Centre E.Colivenc 7.76            |
| Triple Salto            | Lysvanis A.Pérez Playas de Castellón 16.82           | Vicente Docavo Playas de Castellón 16.24         | José Emilio Bellido Playas de Castellón 16.13     |
| Lanzamiento de Peso     | Borja Vivas Atlético Málaga 19.26                    | Germán Millán Tenerife C.Canarias 18.77          | Carlos Tobalina Grupo ISN Navarra 18.26           |
| Lanzamiento de disco    | Mario Pestano Tenerife C.Canarias 67.97              | Frank Casañas Playas de Castellón 66.15          | Luis Martínez Playas de Castellón 61.31           |
| Lanzamiento de martillo | Isaac Vicente A.D.Marathon 70.41                     | Pedro José Martín Playas de Castellón 68.43      | Ignacio Calderón Unicaja Atlético 64.08           |
| Lanzamiento de jabalina | Rafael Baraza Pto. Alicante OHL 72.34                | Jordi Sánchez Fútbol Club Barcelona 68.44        | José Manuel Vila Playas de Castellón 67.35        |
| Decatlón                | David Gómez R.C.Celta 7.298 ptos.                    | Óscar González Atlético Málaga 7.193 ptos.       | Joan Estruch Playas de Castellón 6.931 ptos.      |
| 10 km marcha            | Francisco Javier Fernández Run 04 Atletismo 40:55.62 | Miguel Ángel López UCAM-Athleo 41:52.42          | José Ignacio Díaz Pto. Alicante OHL 42:40.01      |
| Relevos 4 x 100 m lisos | Playas de Castellón 39.98                            | Pto. Alicante OHL 40.13                          | Fútbol Club Barcelona 40.52                       |
| Relevos 4 x 400 m.lisos | A.D.Marathon 3:10.10                                 | Playas de Castellón 3:10.74                      | Fútbol Club Barcelona 3:11.44                     |

### Femenino
| Evento                       | Oro                                            | Plata                                             | Bronce                                            |
| ---------------------------- | ---------------------------------------------- | ------------------------------------------------- | ------------------------------------------------- |
| 100 metros lisos             | Digna Luz Murillo Valencia Terra i Mar 11.55   | Belén Recio Deportivo Hummel 11.60                | María Martín Valencia Terra i Mar 12.14           |
| 200 metros lisos             | Belén Recio Deportivo Hummel 23.52             | Amparo María Cotan Valencia Terra i Mar 23.75     | Plácida Martínez Fútbol Club Barcelona 24.06      |
| 400 metros lisos             | Aauri Lorena Bokesa Valencia Terra i Mar 54.25 | Natalia Romero Unicaja Atletismo 54.56            | Begoña Garrido Valencia Terra i Mar 54.89         |
| 800 metros lisos             | Nuria Fernández C.D.Nike Running 2:04.18       | Elian Periz Valencia Terra i Mar 2:05.13          | Khadija Rahmouni Simply-Scorpio 2:07.80           |
| 1500 metros lisos            | Isabel Macías Pto. Alicante OHL 4:22.49        | Iris Fuentes-Pila At.Santutxu 4:22.92             | Solange Pereira EAMJ Fuerteventura 4:23.94        |
| 5000 metros lisos            | Dolores Checa Playas de Castellón 15:46.77     | Alessandra Aguilar Fútbol Club Barcelona 15:56.75 | Lidia Rodríguez Atl. Santutxu 16:06.71            |
| 100 metros vallas            | Caridad Jerez Pto.Alicante OHL 13.72           | Virginia Villar Pto.Alicante OHL 14.16            | Teresa Errandonea Bidasoa Atl. 14.23              |
| 400 metros vallas            | Olga Ortega Fútbol Club Barcelona 58.46        | Laura Sotomayor Pto.Alicante OHL 59.34            | Prudencia Guerrero UCAM-Cartagena 1:00.79         |
| 3000 metros obstáculos       | Zulema Fuentes-Pila Piélagos Inelecma 10:08.62 | Estefanía Tobal Valencia Terra i Mar 10:13.66     | Eva Arias Valencia Terra i Mar 10:15.06           |
| Salto de altura              | Ruth Beitia Piélagos Inelecma 1.92             | Gema Martín-Pozuelo Valencia Terra i Mar 1.86     | Raquel Álvarez Valencia Terra i Mar 1.80          |
| Salto con pértiga            | Anna Pinero Valencia Terra i Mar 4.41          | Naroa Aguirre Kraft-San Sebastián 4.26            | Ángela Arias Valencia Terra i Mar 3.96            |
| Salto de longitud            | Concha Montaner C.A. L´Eliana 6.53             | María del Mar Jover Pto.Alicante OHL 6.23         | Maitane Azpeitia Kraft-San Sebastián 6.12         |
| Triple salto                 | Patricia Sarrapio Valencia Terra i Mar 14.01   | Ruth Ndoumbe Valencia Terra i Mar 13.78           | Maitane Azpeitia Kraft-San Sebastián 13.22        |
| Lanzamiento de peso          | Úrsula Ruiz Fútbol Club Barcelona 16.80        | Irache Quintanal Valencia Terra i Mar 16.71       | Nazaret Viesca Grupo ISN Navarra 14.48            |
| Lanzamiento de Disco         | Sabina Asenjo Fútbol Club Barcelona 54.02      | Irache Quintanal Valencia Terra i Mar 52.35       | Mercedes Santalo Pto. Alicante OHL 51.36          |
| Lanzamiento de Martillo      | Berta Castells Valencia Terra i Mar 69.53      | Laura Redondo Fútbol Club Barcelona 64.81         | Jenifer Nevado Kraft-San Sebastián 57.85          |
| Lanzamiento de Jabalina      | Mercedes Chilla Valencia Terra i Mar 60.91     | Nora Bicet Valencia Terra i Mar 59.86             | Carmen Sánchez Parrondo Playas de Castellón 53.68 |
| Hepthalon                    | Laura Ginés Simply Scorpio 71 5.583 p          | Estefanía Fortes A.A.Catalunya 5.545 p            | Tamara del Río A.A.Catalunya 4.983 p              |
| 10 kilómetros marcha         | Julia Takacs Pto.Alicante OHL 44:05.41         | María Vasco C.A.María Vasco 45:45.18              | María José Poves Simply Scorpio 71 46:25.68       |
| Relevos 4 x 100 metros lisos | Puerto Alicante OHL 46.37                      | Kraff San Sebastián 46.80                         | A.A.Catalunya 47.21                               |
| Relevos 4 x 400 metros lisos | Valencia Terra i Mar 3:40.86                   | Fútbol Club Barcelona 3:43.15                     | Puerto Alicante OHL 3:44.39                       |